# Сойни, Елена Григорьевна
Еле́на Григо́рьевна Со́йни (род. 13 апреля 1953, Петрозаводск, Карело-Финская ССР, СССР) — российский филолог, литературовед, поэтесса, переводчица, драматург. Заслуженный работник культуры Республики Карелия (2009).

## Биография
Окончила филологический факультет Петрозаводского государственного университета.
Первые стихи Елены Сойни были опубликованы в журнале «Север» в 1976 году.
С 1980 года — сотрудник сектора литературы Института языка, литературы и истории КарНЦ РАН.
В 1983 году защитила кандидатскую диссертацию в аспирантуре Института мировой литературы им. А. М. Горького по теме «Проблемы финского неоромантизма и литературно-эстетическое наследие Н. К. Рериха». В 2005 году защитила докторскую диссертацию по теме «Русско-финские литературные связи 1890—1930-х годов».
Член Союза писателей России с 1994 года.
В 2001 году присуждено звание «Лауреат года Республики Карелия».
Является автором более 70 научных работ.

## Семья
Брат — критик и публицист В. Г. Бондаренко.